# Voglia di sesso
Voglia di sesso è un film del 1981 diretto da Alexandre Borsky (alias Aristide Massaccesi). Durante la fase di produzione, il titolo provvisorio del film è stato Benvenuto sesso. Il film racconta della rivalità amorosa di due giovani cugine.

## Trama
In seguito alla morte di Charlie, la figlia Francesca e la nipote Romana conducono una vita solitaria nella villa ereditata. Le giovani cugine trascorrono le giornate leggendo e suonando il pianoforte, senza uscire quasi mai di casa, benché la situazione sembri non essere più congeniale alla più giovane Francesca, che sente sempre più forte il desiderio sessuale: per lei l'occasione di dare sfogo alle proprie pulsioni si presenta quando a casa loro giunge per trattenersi tre giorni Roberto, vecchio amico di famiglia. Inizialmente osteggiato da Romana, che preferirebbe continuare a vivere nel ricordo dell'amato zio, l'uomo è invece assai desiderato da Francesca che, privata fino a quel momento di qualsiasi svago sessuale, ne diventa l'amante. Ciò non sfugge a Romana, combattuta però tra la sua avversione verso gli uomini e il desiderio sessuale che di notte l'assale e che ha da sempre nutrito dei sentimenti per Roberto: perciò, dopo poco, anche lei seduce l'aitante uomo.
Tra le cugine s'innesca inevitabilmente la rivalità per la conquista dell'uomo, che si prodiga per soddisfarle entrambi. Quando il triangolo amoroso pare unanimemente accettato, improvvisamente Roberto decide di partire, lasciando nuovamente le vogliose cugine alla solitudine e ai ricordi.